# My Super Psycho Sweet 16 3
My Super Psycho Sweet 16 3 è un film per la televisione del 2012 diretto da Jacob Gentry e trasmesso da MTV il 13 marzo 2012.
È l'episodio conclusivo della trilogia di My Super Psycho Sweet 16, preceduto da My Super Psycho Sweet 16 e My Super Psycho Sweet 16 2.

## Trama
Due anni dopo gli eventi del precedente film, Skye Rotter si prepara per trasferirsi al college insieme al fidanzato Brigg e la sua nuova amica Sienna. Prima di iniziare la sua nuova vita e liberarsi dai fantasmi del passato, la ragazza riceve la telefonata di sua sorella Alex, con la quale non parlava più da due anni, che la invita al suo sedicesimo compleanno. Il party diventerà lo scenario dell'ennesima strage.

## Distribuzione
In Italia è stato trasmesso dal canale MTV ad agosto del 2012. È visibile, insieme agli altri capitoli, gratuitamente sul sito italiano di MTV.